# Express.js
Express.js, sau mai simplu Express, este un  cadru pentru aplicații web de fundal pentru Node.js, eliberat ca program liber cu sursă deschisă sub licența MIT.